# Hablot Knight Browne
Pour les articles homonymes, voir Browne.
Hablot (ou Hablôt) Knight Browne, souvent appelé Hablot K. Browne, dit Phiz,, né le 10 juillet 1815 à Lambeth, un quartier de Londres, et mort le 12 juillet 1882 à Brighton (Sussex), est un graveur, illustrateur et caricaturiste du XIXe siècle anglais qui a collaboré avec de nombreux écrivains, notamment Charles Lever, Harrison Ainsworth et Charles Dickens.

## Biographie
Adopté par William Loder Browne et sa femme Katherine, il est le neuvième fils de cette famille de la classe moyenne qui comprendra dix garçons et cinq filles. Il est en fait l'enfant illégitime de leur fille aînée et d'un certain Nicolas Hablot, de la Garde impériale de Napoléon Ier d'où son prénom non conventionnel. Alors que l'enfant n'a que sept ans, son père adoptif quitte l'Angleterre pour s'installer aux États-Unis où il meurt en 1855 à Philadelphie. Le jeune Hablot n'ayant gardé que peu de souvenirs de William Browne, c'est le beau frère de Nicolas Hablot, Elhanan Bicknell, homme d'affaires autodidacte et collectionneur, en particulier d'œuvres de J. M. W. Turner, qui exerce sur lui l'influence la plus décisive.

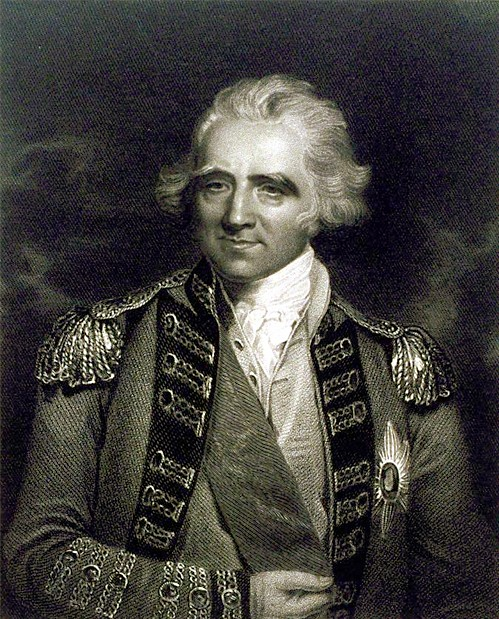
Portrait de Sir Ralph Abercromby, par William Finden (1787–1852).

Après un apprentissage chez les frères William et Edward Finden, graveurs à Londres, durant lequel le jeune Hablot s'intéresse aussi à l'aquarelle et à l'eau-forte et a beaucoup fréquenté le British Museum, il rompt son contrat en 1834 pour s'installer à son compte en association avec son camarade Robert Young comme « graveur, graveur à l'eau-forte et illustrateur, ».
À cette date, Dickens, né en 1812, a vingt-deux ans et est déjà, d'après Philip V. Allingham, « une étoile montante dans les cercles littéraires londoniens ». Il a utilisé les services de George Cruikshank pour son premier grand livre, Sketches by Boz, et il commande à Browne une série d'illustrations pour le pamphlet Sunday under Three Heads (Dimanche sous trois têtes), puis pour son roman Les Papiers posthumes du Pickwick Club. C'est pour cette commande que Browne choisit, en harmonie avec celui de Dickens, « Boz », son célèbre pseudonyme Phiz.
Hablot Knight Browne travailla aussi pour d'autres romanciers célèbres, tels que Charles Lever, Frank Edward Smedley et William Harrison Ainsworth.

## Œuvres principales

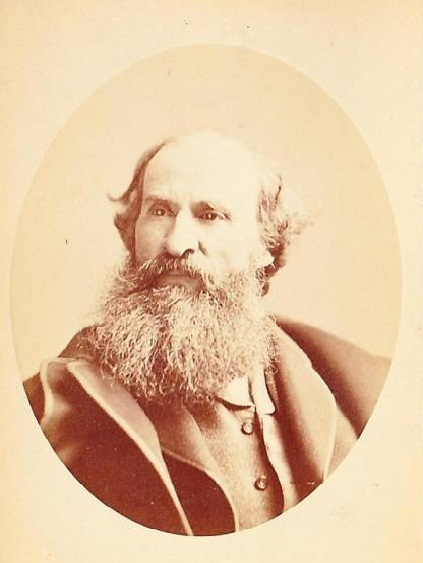
Browne, photographie de Ladbroke Grove, Londres.
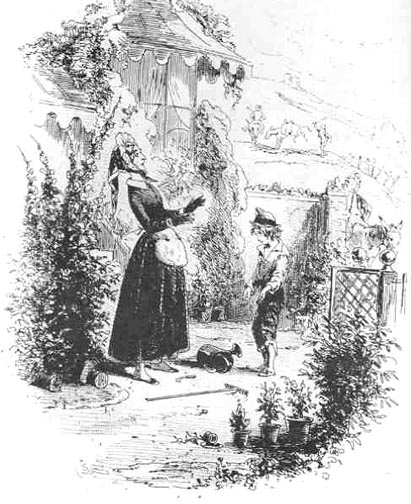
David se fait connaître à sa tante, Betsy Trotwood.
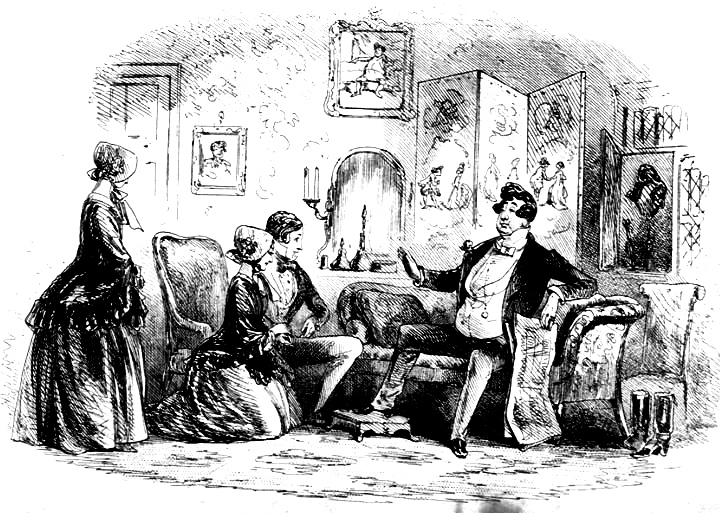
Deportment Turveydrop pérorant au milieu des siens.
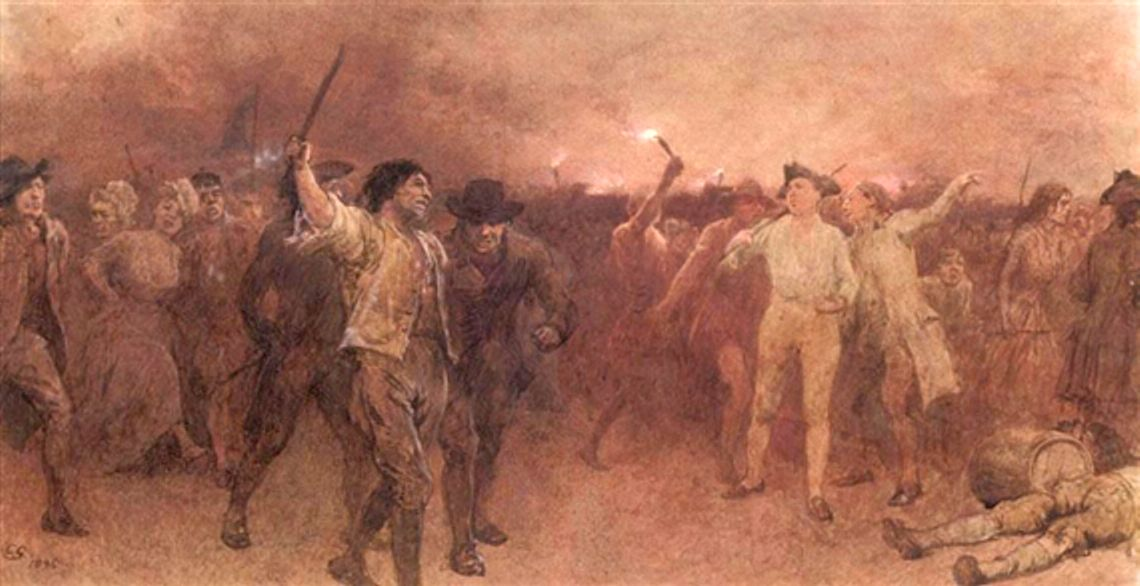
Les « Émeutes de Gordon », par Charles Green.

Hablot Knight Browne a illustré pour Charles Dickens, Pickwick Papers, Nicholas Nickleby, Barnaby Rudge (2 plaques), Dombey et Fils, Martin Chuzzlewit (40 plaques plus des esquisses), David Copperfield (42 plaques plus des esquisses), A Tale of Two Cities (plaques et discussions), 'Bleak House (39 plaques plus esquisses), Little Dorrit (10 plaques plus esquisses), The Old Curiosity Shop (3 plaques), Sunday under Three Heads.
Pour Charles Lever, il a travaillé sur Harry Lorrequer (1838), Charles O'Malley (1840), Roland Cashel (1849), The Martins of Cro' Martin (1856) et Barrington (1863).
Pour Sir Edward Edward Bulwer-Lytton, il a illustré Pedlam ; pour William Harrison Ainsworth, il a réalisé les illustrations de Auriol or The Elixir of Life ; pour James Grant, ses Sketches in London ; pour  George Halse, Agatha ; pour  Augustus Mayhew, Paved with Gold, pour Thomas Miller, Godfrey Malvern ; pour W. J. Neale, Paul Periwinkle ; pour Albert Smith, The Pottleton Legacy ; pour George Meredith, Juggling Jerry.